# Mauro Codussi

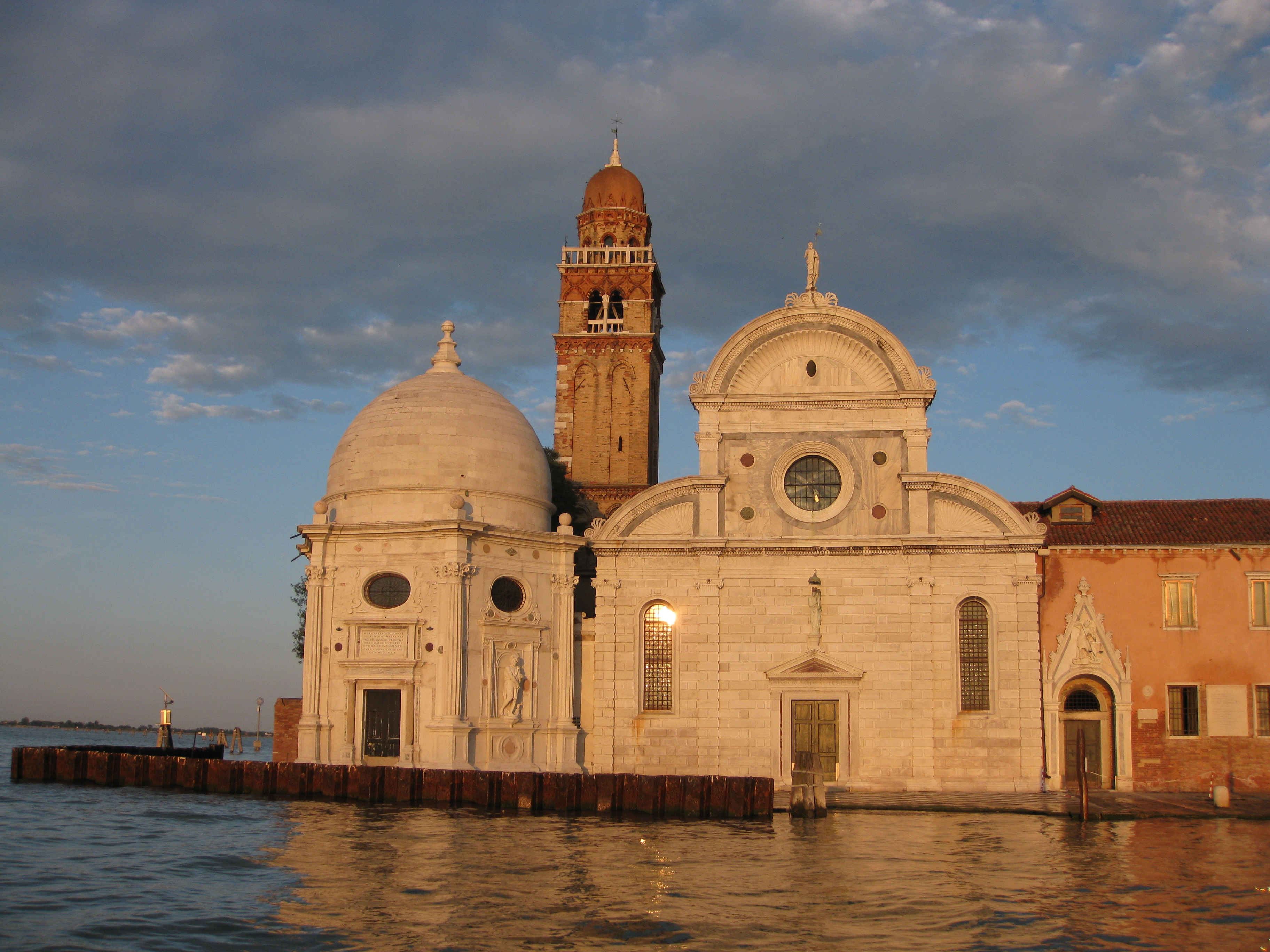
Kyrkan San Michele in Isola i Venedig.

Mauro Codussi (alternativ stavning Coducci), även kallad Moretto, född 1440 i Bergamo, död 1504 i Venedig, var en italiensk arkitekt under den tidiga renässansen och aktiv främst i Venedig. Han var en av de första att ersätta den rådande gotiska stilen med ungrenässansens arkitektoniska idéer i Venedig.
Codussi omnämns först i Venedig år 1469 när han arbetade på kyrkan San Michele in Isola på ön mellan Venedig och Murano. Litet är känt om hans tidiga erfarenhet och utbildning.
Till andra byggnader han ritat kan räknas San Zaccaria, San Giovanni Crisostomo och Santa Maria Formosa samt palatsen Ca' Vendramin Calergi och Palazzo Zorzi.
Codussi räknas till ungrenässansens stora mästare och skolbildare. Med stor fantasi använde han antika arkitekturelement i kombination med en rik skulptural utsmyckning.

## Byggnader (urval)
- San Michele in Isola
- San Zaccaria
- San Giovanni Crisostomo
- Santa Maria Formosa